# Leptogaster fumosa
Leptogaster fumosa là một loài ruồi trong họ Asilidae. Leptogaster fumosa được Janssens miêu tả năm 1954. Loài này phân bố ở vùng nhiệt đới châu Phi.